# Dichaetomyia saperoi
Dichaetomyia saperoi är en tvåvingeart som beskrevs av Richard Mitchell Bohart och J. Linsley Gressitt 1946. Dichaetomyia saperoi ingår i släktet Dichaetomyia och familjen husflugor. Inga underarter finns listade i Catalogue of Life.